# Tinuri nina
Tinuri nina är en udde på norra Ösel i Estland. Den ligger i Orissaare kommun nära gränsen till Leisi kommun. Den avgränsas i väster av viken Triigi laht som är en del av det större havsområdet Moonsund (estniska: Väinameri).
Runt Tinuri nina är det glesbefolkat, med 12 invånare per kvadratkilometer. Närmaste större samhälle är Maasi, 15 km öster om Tinuri nina. 